# Mont Avalanche
Ne doit pas être confondu avec le mont Avalanche (511 m) au Québec.
Pour les articles homonymes, voir Avalanche (homonymie).
Le mont Avalanche (anglais : Avalanche Mountain) est une montagne de la Colombie-Britannique située dans le parc national des Glaciers tout juste à l'est du col Rogers. Il fait partie du chaînon Sir Donald, lui-même inclus dans les chaînes Selkirk et Columbia.

## Toponymie
Le nom du mont Avalanche a été donné en 1881 par l'arpenteur américain Albert Bowman Rogers. Il s'agit d'un nom descriptif relatant les nombreux couloirs d'avalanche que la montagne contient.